# Cassionympha camdeboo
Cassionympha camdeboo là một loài bướm ngày thuộc họ Nymphalidae. Loài này có ở Nam Phi, it is only known from the dry Nama Karoo of the Camdeboo Mountains near Aberdeen ở Đông Cape.
Sải cánh dài 33–37 mm đối với con đực và 34–38 mm đối với con cái. Con trưởng thành bay từ tháng 11 đến tháng 12. Có một lứa một năm.
Ấu trùng có thể ăn Poaceae, bao gồm grasses, sedges và restios.